# Argidia hypoxantha
Argidia hypoxantha är en fjärilsart som beskrevs av George Francis Hampson 1926. Argidia hypoxantha ingår i släktet Argidia och familjen nattflyn. Inga underarter finns listade i Catalogue of Life.